# Ibolya Csák
Ibolya Csak (Hungría, 6 de enero de 1915-9 de febrero de 2006) fue una atleta húngara, especialista en la prueba de salto de altura en la que llegó a ser campeona olímpica en 1936.

## Carrera deportiva
En los JJ. OO. de Berlín 1936 ganó la medalla de oro en el salto de altura, saltando por encima de 1.60 metros, superando a la británica Dorothy Odam (plata) y la alemana Elfriede Kaun (bronce), ambas también saltaron por encima de 1.60 m pero en más intentos.